# 日本のデジタルテレビ放送
日本のデジタルテレビ放送（にほんのデジタルテレビほうそう）とは日本におけるデジタル変調とデジタル圧縮を使用したテレビ放送（通信）である（データを含む場合もある）。
衛星においては2000年、地上波においては2003年から放送が開始された。

## 特徴
デジタルテレビ放送ではアナログ放送と同じ電波帯域でより多くの情報量を送信できるため、デジタル化によって「多チャンネル化」又は「高精細化」（ハイビジョン）が可能となる。
また、データ放送など便利な機能も利用できるようになる。
デジタル信号ではアナログ放送で発生するスノーノイズやゴーストや雑音などの現象は起こらない。その代わりに伝送レートが不足しているとMPEG圧縮時にブロックノイズやモスキートノイズが発生する。また雷雨や集中豪雨、大雪などによって電波の受信状態が悪くなる（降雨減衰）とベリノイズや白色点が現れたり全く映らなくなる場合がある。
デジタル化によって縦横比率（アスペクト）が4対3（ノーマル）に加え、16対9（ワイド）が加わる。
アナログテレビ放送（地上波・BS・CS）の場合はそれぞれの放送で定められている使用周波数（地上波では6MHz幅）に応じたチャンネル番号（物理番号）と機器のチャンネル番号が一致しているが、デジタルテレビ放送（地上波・BS・CS）の場合は放送で使用している物理チャンネル番号と機器側で操作設定するチャンネル番号は異なったものになっている。
デジタル放送では当該地域で放送業務として承認された放送信号にはリモコンキーIDが設定され、それに応じて機器側でのチャンネル番号が決定される（特殊な放送のケースではリモコンキーIDを持たない信号もありえるが、その場合は手動により設定する）。
またデジタル放送の場合は、アナログ放送と異なり1つの物理チャンネル分の周波数帯域で複数の放送が利用されている。デジタル放送がアナログ放送より多チャンネル化が容易（周波数の有効利用が可能）なのは、この様な理由に因るものである。

## 歴史
日本のデジタルテレビ放送は「高精細化」、又は「多チャンネル化」を目指して開発された。
「高精細化」では日本（NHK）がハイビジョン（アナログ）を世界に先駆けて開発した。日本の高精細度テレビジョン放送に脅威を感じたため、アメリカ合衆国連邦政府は規格案を募集し、NHKもアメリカ合衆国向けのアナログハイビジョン案を提出したが後に却下され、その他のデジタル規格案を元にデジタルハイビジョン規格「ATSC」が決められた。BSデジタル規格「ISDB」によりハイビジョン放送が始まった。
「多チャンネル化」では、ディレクTVが衛星テレビをデジタル化によりチャンネル数をケーブルテレビ並みに揃えたため急速に普及した。この成功により世界で次々と同様のサービスが始まった。日本では最初にパーフェクTV（現：スカパー!）によって開始。また、イギリスでは世界で初めて多チャンネル型の地上波デジタル放送を始めた。
現在では「高精細化」と「多チャンネル化」のどちらも実現している。

### 日本
- 1996年9月30日 - 通信衛星JCSAT-3を使用してパーフェクTV!（現：スカパー!プレミアムサービス）のデジタルCS衛星放送が始まる。
- 1997年12月1日 - 通信衛星SUPERBIRD C号機を使用してディレクTVのデジタルCS衛星放送が始まる。
- 1998年4月25日 - 通信衛星JCSAT-4を使用してスカパー!のスカイサービスのデジタルCS衛星放送が始まる。
- 2000年
  - 10月7日 - ディレクTVが廃局。
  - 12月1日 - BSデジタル衛星放送を開始。
- 2002年
  - 一部ケーブルテレビ局でデジタル波による放送が始まる。
  - 広義のケーブルテレビである有線役務利用放送でのデジタル放送が始まる。ビー・ビー・ケーブルによるBBTV（IPマルチキャスト方式）など。
  - 3月1日 - 通信衛星N-SAT-110を使用してプラットワンの110度CSデジタル放送が始まる。
  - 7月1日 - 通信衛星N-SAT-110を使用してスカイパーフェクTV!2の110度CSデジタル放送が始まる。
- 2003年
  - 11月21日 - 標準テレビジョン方式の有線役務利用放送でのデジタル放送が始まる。K-CAT eo T.V.（現：K-CAT eo光テレビ、役務提供：ケイ・オプティコム、役務利用：ケイ・キャット）など。
  - 12月1日 - 地上デジタルテレビ放送が三大都市圏で開始、その他の地域へ順次拡大される。
- 2004年
  - 3月1日 - スカイパーフェクTV!2 とプラットワンが統合、スカイパーフェクTV!110になる（現：e2 by スカパー!→スカパー!）。
  - 10月20日 - 通信衛星MBSatを使用してモバHO!の移動体向けCSデジタル衛星放送が始まる。
- 2006年
  - 4月1日から三大都市圏にて移動体通信向けデジタル放送「ワンセグ」を開始。
  - 12月1日 - 地上デジタルテレビ放送が全国展開される。
- 2009年3月31日 - モバHO!がサービス終了。

BSアナログハイビジョン放送は2007年9月30日を以て完全終了した。
また、2011年3月11日に発生した東日本大震災（東北地方太平洋沖地震）の被災3県（岩手県・宮城県・福島県）を除く44都道府県において地上アナログテレビ放送とBSアナログ放送は同年7月24日を以て終了し、被災3県については8か月遅れとなる2012年3月31日を以てアナログ放送が終了され、すべての放送はデジタル方式に一本化された。

## 日本におけるデジタルテレビ放送の仕様
※アナログ地上波については参考掲載。
| 放送種別                   | 放送方式 | 信号形式  | 映像方式                            | 音声方式                      | 伝送フレーム                               | 変調方式                        | 衛星位置      | 偏波      | 周波数 （*1）          | 物理チャンネル      | 局発周波数 （GHz） | IF周波数 （MHz）  | 帯域幅 （MHz） | 周波数間隔  | 伝送ビットレート （Mbps） （*2） | 用途                        |
| -------------------------- | -------- | --------- | ----------------------------------- | ----------------------------- | ------------------------------------------ | ------------------------------- | ------------- | --------- | ---------------------- | ------------------- | ------------------ | ----------------- | -------------- | ----------- | -------------------------------- | --------------------------- |
| 地上波 （アナログ） （*3） | NTSC     | NTSC      | NTSC                                | アナログ、周波数変調（FM）    | 29.97fps飛び越し走査 （インターレース）    | アナログ、振幅変調（AM）        | -             | 水平 垂直 | 93.0〜105.0 （MHz）    | VHF 1〜3 （3ch）    | -                  | -                 | 6.0            | 6.0 （*4）  | -                                | 地上アナログ （*11）        |
| 地上波 （アナログ） （*3） | NTSC     | NTSC      | NTSC                                | アナログ、周波数変調（FM）    | 29.97fps飛び越し走査 （インターレース）    | アナログ、振幅変調（AM）        | -             | 水平 垂直 | 173.0〜219.0 （MHz）   | VHF 4〜12 （9ch）   | -                  | -                 | 6.0            | 6.0 （*4）  | -                                | 地上アナログ （*11）        |
| 地上波 （アナログ） （*3） | NTSC     | NTSC      | NTSC                                | アナログ、周波数変調（FM）    | 29.97fps飛び越し走査 （インターレース）    | アナログ、振幅変調（AM）        | -             | 水平 垂直 | 473.0〜 767.0 （MHz）  | UHF 13〜62 （50ch） | -                  | -                 | 6.0            | 6.0 （*4）  | -                                | 地上アナログ （*11）        |
| 地上波 （デジタル）        | ISDB-T   | MPEG-2 TS | MPEG-2ビデオ （メインプロファイル） | MPEG-2 AAC （LCプロファイル） | 帯域分割204ODFM                            | DQPSK QPSK 16QAM 64QAM （OFDM） | -             | 水平 垂直 | 473.0〜 767.0 （MHz）  | UHF 13〜62 （50ch） | -                  | -                 | 6.0            | 6.0 （*5）  | 23.3                             | 地上デジタル （*11）        |
| BS                         | ISDB-S   | MPEG-2 TS | MPEG-2ビデオ （メインプロファイル） | MPEG-2 AAC （LCプロファイル） | 時分割48スロット （204バイト/スロット）    | TC8PSK QPSK BPSK （階層化伝送） | 東経110度     | 右旋円    | 11.727〜 12.149（GHz） | BS 1〜23 （12ch）   | 10.678             | 1049.48〜 1471.44 | 34.5           | 38.36       | 52.17 （TC8PSKの場合）           | NHK、民放 （*6）            |
| 狭帯域CS （CS）            | DVB-S    | MPEG-2 TS | MPEG-2ビデオ （メインプロファイル） | MPEG-2 BC MPEG-2 AAC （*7）   | TSパケットの同期バイトを 8パケット毎に反転 | QPSK                            | 東経124/128度 | 垂直      | 12.268〜 12.718（GHz） | K 1〜27 （14ch）    | 10.678             | 1590.00〜 2040.00 | 27.0           | 40/30       | 29.162                           | スカパー!プレミアムサービス |
| 狭帯域CS （CS）            | DVB-S    | MPEG-2 TS | MPEG-2ビデオ （メインプロファイル） | MPEG-2 BC MPEG-2 AAC （*7）   | TSパケットの同期バイトを 8パケット毎に反転 | QPSK                            | 東経124/128度 | 垂直      | 12.268〜 12.718（GHz） | K 1〜27 （14ch）    | 11.200             | 1068.00〜 1518.00 | 27.0           | 40/30       | 29.162                           | スカパー!プレミアムサービス |
| 狭帯域CS （CS）            | DVB-S    | MPEG-2 TS | MPEG-2ビデオ （メインプロファイル） | MPEG-2 BC MPEG-2 AAC （*7）   | TSパケットの同期バイトを 8パケット毎に反転 | QPSK                            | 東経124/128度 | 水平      | 12.288〜 12.733（GHz） | K 2〜28 （14ch）    | 10.678             | 1610.00〜 2055.00 | 27.0           | 40/30       | 29.162                           | スカパー!プレミアムサービス |
| 狭帯域CS （CS）            | DVB-S    | MPEG-2 TS | MPEG-2ビデオ （メインプロファイル） | MPEG-2 BC MPEG-2 AAC （*7）   | TSパケットの同期バイトを 8パケット毎に反転 | QPSK                            | 東経124/128度 | 水平      | 12.288〜 12.733（GHz） | K 2〜28 （14ch）    | 11.200             | 1088.00〜 1533.00 | 27.0           | 40/30       | 29.162                           | スカパー!プレミアムサービス |
| 広帯域CS （CS110）         | ISDB-S   | MPEG-2 TS | MPEG-2ビデオ （メインプロファイル） | MPEG-2 AAC （LCプロファイル） | 時分割48スロット （204バイト/スロット）    | QPSK                            | 東経110度     | 右旋円    | 12.291〜 12.731（GHz） | ND 2〜24 （12ch）   | 10.678             | 1613.00〜 2053.00 | 34.5           | 40.00       | 約39                             | スカパー!                   |
| ケーブルテレビ （CATV）    | ISDB-C   | MPEG-2 TS | MPEG-2ビデオ （メインプロファイル） | MPEG-2 BC MPEG-2 AAC          | TSパケットの同期バイトを 8パケット毎に反転 | 64QAM （*8）                    | -             | -         | 111.0〜 167.0 （MHz）  | C 13〜22 （10ch）   | -                  | -                 | 6.0（*9）      | 6.0 （*10） | 29.162                           | ケーブル伝送 （*11）        |
| ケーブルテレビ （CATV）    | ISDB-C   | MPEG-2 TS | MPEG-2ビデオ （メインプロファイル） | MPEG-2 BC MPEG-2 AAC          | TSパケットの同期バイトを 8パケット毎に反転 | 64QAM （*8）                    | -             | -         | 225.0〜 465.0 （MHz）  | C 23〜63 （41ch）   | -                  | -                 | 6.0（*9）      | 6.0 （*10） | 29.162                           | ケーブル伝送 （*11）        |

- 1：周波数の数値は各物理チャンネル[注 1]の中心周波数
- 2：デジタル放送のみが対象。規格上の許容最高値なので、実際の放送ではそれ以下で行われる
- 3：2011年のアナログ放送停止に伴い、それ以降のVHF波のすべてとUHF 53〜62ch分が他の用途に転用
- 4：VHF 3〜4ch間はC 13〜22chの割り当て
- 5：アナログ放送の終了後に7, 8MHzへの拡張が可能。セグメント数は13（参考：ワンセグ）
- 6：デジタル放送／アナログ放送共通
- 7：HDTVでの際に採用
- 8：地上波デジタルのパススルーではOFDM
- 9：BSデジタルや広帯域CSの再送信では再多重化や分割方式で実現
- 10：C 22〜23ch間はVHF 4〜12chの割り当て
- 11：ケーブルテレビのサービスとして地上波放送のパススルーを行う場合は、使用される周波数・物理チャンネルを含めて地上波放送の規格のままで伝送される

### 地上波
日本国内ではUHF 13〜52chのうち、主にLowチャンネル帯を地上デジタルテレビ放送に利用している。なお、デジタルテレビではアナログテレビの場合と異なり、リモコン操作上でのチャンネル番号（デジタルテレビの場合は、これをリモコンキーIDと呼ぶ）と前述の物理チャンネル番号は別なものである。詳細についてはテレビ周波数チャンネル、日本のリモコンキーIDを参照の事。
地上波のデジタル化には、デジタル化する事による整理で余った周波数（VHF 1〜12ch及びUHF 53〜62ch）を携帯電話などの通信事業者に割り当てるという目的もある。

### 衛星
スカパーはDVB準拠（DVB-S）。日本の衛星放送（BS）と110度CSはISDB方式。詳細については日本における衛星放送のデジタル放送部分を参照の事。

### ケーブルテレビ
ケーブルテレビ局もデジタルテレビ化でチャンネルをさらに増やしハイビジョン放送、ビデオオンデマンド、双方向機能、地上デジタルの再送信を行う事で衛星デジタルテレビに対抗している。また、スクランブル解除デコーダーによる不法な視聴をデジタル化により防止できる。詳細についてはケーブルテレビを参照の事。

## 詳細仕様について

### 映像
最初期に登場したデジタル放送ではMPEG-1を用いていた。その後、多重化伝送方式としてMPEG-2 TS、動画像符号化方式としてMPEG-2ビデオの組み合わせが一般的に普及した。

### 音声
初期の頃はMPEG-2 BC（MP2）が採用されていたが、今日ではより優れたMPEG-2 AACを採用している。
MPEG-2 BC、MPEG-2 AAC共に従来の単一音声信号による二重音声（アナログ放送での二カ国語放送・副音声付放送に相当）による二ヶ国語放送の他に、信号切り替え操作を介してのマルチ音声によるステレオ二ヶ国語放送、さらには三ヶ国語以上の放送も技術的には可能になっている。機器側の動作仕様に関してはデジタルチューナーの記述を参照の事。
MPEG-2 AACに関しては、従来の2chステレオに加えて5.1chサラウンドも可能である。

## ハイビジョン・16:9への移行
当初は標準画質の映像をハイビジョンの電波に乗せただけの（いわゆるアップコンバートの）番組が多かった。撮影段階からHD画質で撮られた映像は、一度ダウンコンバートされたとはいえアナログ放送で見ても画質がシャープで輪郭などがくっきりとしている。一方、SD画質で撮られた映像はワイド番組であっても輪郭や画面全体がぼやけて見えるため、アナログ放送でもその差がくっきりと現れている。
2003年12月1日の地上デジタルテレビ放送当初、NHKは以前からBSアナログハイビジョン実用化試験放送やBSデジタル放送にてハイビジョン放送を行っていたので、半数以上のテレビスタジオや一部地方放送局がハイビジョン対応（アナログ（MUSE）方式を含む）の設備を所有していたが、民放各局では後述するテレ東を除き、どの局も従来のSDTV（SD。画面比4:3の標準画像）放送専用のスタジオやカメラのみ所有しておらず、ハイビジョン対応の設備はごくわずかしかなかった（現実には既に全スタジオでハイビジョン対応の設備に更新されていた局もあった）。
テレ東と日本テレビ・テレビ朝日は送出マスターの切り替え時期がテスト作業や準備の遅れ（すべてNEC製）からか、局内のシステムの調整に慎重を期すため本放送開始から2〜3ヶ月遅れて、ようやく地上デジタル放送対応の送出マスターに切り替えられた（TBSとフジテレビは統合型マスターに切り替えられるまでは簡易マスターでハイビジョン放送を送出する事ができた）。テレ東は送出マスターの切り替えまではハイビジョン映像はBSテレ東（開局当時は「BSジャパン」）でしか見る事ができなかった。
また、テレビ朝日もBS朝日向けに放送される独自番組と地上波同時放送では2003年9月29日に現社屋に移転した当初から問題なくハイビジョンで放送が行われている。
一方、愛知県のメ〜テレと中京テレビ、大阪府の読売テレビでは2003年12月1日の地上デジタルテレビジョン放送開始当初から地上デジタル放送対応の送出マスター（アナログ・デジタル統合型、いずれも東芝製）で運用開始したが当初ハイビジョン放送は在京キー局側の新マスターへの移行の遅れからごくわずかだった。
そのため、地上デジタルテレビジョン放送開始当初のほとんどの番組は従来のSD映像の横に黒帯を入れる事で16:9の信号に変換して送るアップコンバート方式の番組ばかりで、制作過程から実際にHDTV（HD）撮影を行って放送していたのはNHKデジタル総合テレビくらいで、TBSとフジテレビは少数ながらもHD放送があった。この方式の番組でも放送局側が4:3である旨の画角情報を付加すれば、視聴テレビが4:3サイズ画面でも16:9画面でも自動的に適した画面サイズに表示されるが、現状（2006年初頭）でも画角情報の付加はNHK以外の放送局ではごく一部を除きほとんど行われていない（4:3画角情報を付加している放送局は画角情報の項を参照）。
また、民放のアナログ4:3サイズ放送向けに制作した映画番組ライブラリーには作製の段階から上下に黒い帯を入れているものが多く、それらを地上デジタルテレビ向けに放送する際にはそのままアップコンバートしたものを使うため「超額縁放送」と呼ばれる表示状態になるアップコンバートハイビジョンと呼ばれる放送が行われていた。この方式の番組は、アップコンバートせずにSDTVの4:3サイズのまま放送した場合は4:3の画面サイズで表示してもこの方式ではなく単なる額縁放送となる（両者の違いや仕組みの詳細については当該項目を参照の事）。なお、これらのアップコンバートハイビジョン放送は元の映像ライブラリーが既にSD映像画質である事からアップコンバートしたからといって実際の画面の精細度がHDTV並になる訳ではないので一部では「なんちゃってハイビジョン」と揶揄されていた（テレビ東京系の『元祖!でぶや』〈現在は終了〉はこの方法で制作されている）。
しかしその後、デジタルハイビジョンテレビの普及及び受信可能地域が開始当初より格段に広がったため、民放局は急ピッチでHD放送を増やさなければならなくなり、HD対応スタジオやHDカメラへの切り替えを迫られた。これを機に、日本テレビとテレビ朝日は2003年に社屋を移転した（前者は一部業務部署の移転が2003年8月、地上波の送出業務開始が2004年2月29日である（BS（BS日テレ）とCS（CS日テレ）の送出機能は移転せず、旧社屋のまま残っている）。後者は大半の部署が2003年9月29日に移転したが、アナログ・デジタルでのマスター送出業務開始は2004年2月9日である。但し、BS朝日向けの番組送出は2003年9月の移転当初から実施されている）。
2007年1月には、東京の5大キー局で制作された番組の7割以上がHD制作となった。よって、現在はアップコンバート方式で送信していた放送開始当初とは逆に地上アナログテレビジョン放送の方で送信する際にHD映像をダウンコンバーターを通して左右の部分をカットして画質を落としてSD放送にさせるというダウンコンバート（エッジクロップ）方式が採られている。また、HD制作とダウンコンバート方式の番組制作が主流になってからは以前に制作した番組のアーカイブライブラリーを放送する際も、サイマル放送でのソース管理の一元化の観点からSD映像ソースを一旦アップコンバートした後にアナログ放送用に再度ダウンコンバートする方法が多く採られる様になった（但し、放送局のHD制作設備や環境の導入度などの事情により多少異なる）。

### HVテロップ
2005年12月1日から2008年半ばまでほとんどの民放局ではHD制作の番組について冒頭で右上に「HV ハイビジョン制作」、「HV ハイビジョン番組」、「HI-VISION ハイビジョン制作」、「ハイビジョン制作 HI-VISION」の表示を出していた。例外として、キー局のみHDで放送して地方局では地上デジタル放送でもSD放送で流している特殊な事情のある番組では混乱を招く恐れがあるため表示されなかった。
しかし地上デジタル放送移行3年前になる2008年7月1日以降、TBS・テレビ東京系列の「HV ハイビジョン制作」のテロップを廃止した。その後、日本テレビ系列でも同月23日頃（一部系列局除く）、フジテレビ・テレビ朝日系列でも同月24日でそれぞれ廃止した。理由は不明。その後はアナログ放送のみアナログの表示がハイビジョンマークが表示されていた位置に表示された。なお、独立U局と一部の民放局ではしばらくの間継続表示された。
また、テレビ朝日系列の生放送番組『スーパーモーニング』『ANNニュース』『朝だ!生です旅サラダ』（ABC制作）『サンデープロジェクト』などの番組はテレビ朝日系列局（ANNフルネット局）ではHDで放送して系列外の地方局（ANN・NNNクロスネット局のFBCを含む）では最近まで地上デジタル放送でも4:3SD放送で流していた。しかし2006年6月4日深夜に民放各局で使用されるNTT中継回線が完全にデジタル回線に移行された事に伴い系列外の放送局でもHD放送が行える様になったため、前述に挙げたケースは解消された（フジテレビやテレビ東京から系列外に同時・時差放送する番組は最近まで4:3SDの場合もあったが、2010年までにHD放送が行える様になった）。
地方局の事例で、兵庫県のサンテレビでは甲子園球場などからの阪神タイガース戦中継用にHD制作を行っている。他の準キー局と同時中継を行っている場合、準キー局がSDアップコンバートである事が多く、こういった地方独立局が努力している事例は稀な事である。また高校野球リレー中継の際、ABCはHD制作を行いサンテレビでも同様にHD放送を行った。

### アスペクト比の違いへの対応
移行期には4:3と16:9（いわゆる「ワイド画面」）のテレビが混在することになった。制作局がハイビジョン制作であっても遅れネットでは素材回線の都合で4:3SDで送られることや、ハイビジョンカメラで収録した16:9映像を画質変換（ダウンコンバート）なしでそのまま4:3サイズにサイドカットした番組も少数ながらあった。デジタルハイビジョン放送を4:3サイズのテレビで視聴する際、余白部分が重畳になる事による上下左右に黒い帯の付いたいわゆる額縁放送になった。
テロップなどはSDでも見る事ができる様に中央に寄せられて作られているため、HDで見ると中途半端な位置にテロップがある様に見える（野球中継のスコアなど）。また撮影時のレイアウトもSDにて不都合が出ない様に撮影されるものが多くHDで見ると左右に空間ができるなど横長画面を活かせないパターンが数多く見受けられていたが、2010年7月のアナログ放送の完全レターボックス放送化以降はほとんどの番組が16:9サイズに合わせたテロップ配置に変更された（一方で、BSデジタルの民放局は当初よりハイビジョンオンリーなため最初から16:9フルサイズ・ハイビジョン前提の画面作りとなっているものが多い）。

## 課題

### データ放送
JavaScriptを発祥とするECMAScriptによる動的なコンテンツが表現できるがJavaなどに比べるとその表現力は極めて貧弱であり、また実行速度が遅い。さらにチューナー各機種毎に互換性がない部分があるためコンテンツの制作にはノウハウが必要であり、コストが掛かる。仕様を規定している規格書ARIB STD-B24は1冊分が百科事典並みの分厚さがある4冊分構成であり、そのあり余るボリュームから人材育成もままならないのが現状である。
番組連動データ放送はデータを準備する必要があるため一部の番組に限られている。

### デジタル録画の制限
2008年9月現在、日本では地上・BS（一部局除く）・CS（一部局のみ）の各デジタル放送に於いてダビング9回と移動1回に制限されたダビング10での運用が行われている（録画機器により条件は異なる。詳細は当該項目を参照の事）。ダビング10で運用されていないデジタル放送番組のデジタル保存（DVD・HDD・D-VHS・PCなどへの録画）についてはコピー回数が1回（放送番組を視聴者が録画する事が1回目のコピーに当たる）に制限されており、視聴者がデジタル番組の録画物のダビングを行う事は不可能である。